# Zajączki (stacja kolejowa)
Zajączki – zlikwidowana stacja kolejowa w Zajączkach, w gminie Ostróda w powiecie ostródzkim, w województwie warmińsko-mazurskim. Została otwarta w 1910 roku i zlikwidowana w 1945 roku przez żołnierzy Armii Czerwonej.